# 森川瑠菜

森川 瑠菜（もりかわ るな、Runa Morikawa、1997年10月3日 - ）は、日本の女優。東京都出身。劇団ハーベストの元メンバー。ソニー・ミュージックアーティスツ所属。現在はプラウド所属。

## 来歴・人物
趣味はビリヤード、ショッピング。特技はテニス、茶道、ビリヤード。
2011年夏にSMA主催オーディション「アクトレース」で、応募者11,704名の中から選ばれ、劇団ハーベスト旗揚げメンバーとして、ソニー・ミュージックアーティスツに所属。
劇団ハーベストとして定期的に公演を⾏いながら、ソロとして客演、映画・ドラマ出演、モデル等の活動を⾏い、2019年10月に劇団ハーベストを卒団。劇団ハーベストでは、8年間 年3作品 計21作品の舞台に参加。

## 出演
望月瑠菜の名義活動は「劇団ハーベスト」を参照

### 劇団ハーベスト時代の公演
- 旗揚げ公演「開演します！〜 girl’s up! up! 〜」 山口杏子 役
  - 2012年3月30日〜 4月1日ウッディシアター中目黒
- 第2回公演「⼀筆啓上！〜 girls look up! 〜」渡辺映⾒ 役
  - 2012年8月8日〜 8月12日 中野ザ･ポケット
- 第3回公演「位置について！〜 girls start up! 〜」⽥崎 遥 役
  - 2013年3月27日〜 3月31日 DDD AOYAMA CROSS THEATER
- 第4回公演「⾒切り発⾞シスターズ -happy go lucky-」郷⾒ 花 役
  - 2013年8月7日〜 8月11日 池袋シアターグリーン BIG TREE THEATER
- 第5回公演「反重力ガール -starting over!!-」コートニー愛 役
  - 2014年3月26日〜 3月30日 新宿 SPACE107
- 第6回公演「裏と表とコーヒーフロート」山里香織 役
  - 2014年7月30日〜 8月7日 ステージカフェ 下北沢亭
- 冬の特別公演「季節はずれの収穫祭〜冬だって採れるもんは採れる！ Bon Appetit ！」
  - 2014年12月24日〜 12月29日 ステージカフェ 下北沢亭
- 第7回公演「明日の君とシャララララ」紺野 泉 役
  - 2015年3月25日〜 3月29日 下北沢 シアター711
- 第8回公演「MIRACLE8」 佐藤妙子役
  - 2015年8月5日〜 8月9日 中野 劇場MOMO
- 冬の特別公演「季節はずれの収穫祭〜 Are you ready for New Year’s Eve? 〜」
  - 2015年12月24日〜 12月29日 アトリエファンファーレ⾼円寺
- 第9回公演「起死回生スウィングバイ」 ⼟坂陽菜 役
  - 2016年3月23日〜 3月27日 下北沢 小劇場B1
- 冬の特別公演「ジェラシック・パーク」美紗 役
  - 2016年12月23日〜 12月28日 アトリエファンファーレ⾼円寺
- 第11回公演「杜町ペッパージャム」 天野 役
  - 2017年3月22日〜 3月26日 アトリエファンファーレ東新宿
- 冬の特別公演「この泥棒ネコッ！お後がよろしくないようで」美久役
  - 2017年12月22日〜 12月28日 アトリエファンファーレ⾼円寺
- 第13回公演「明日の君とシャララララ」スピンオフ企画「最後は君とシャララララ」⼤野愛子 役
  - 2018年3月28日〜 4月1日 下北沢小劇場 B1
- 第14回公演 「DOLL」
  - 2018年8月1日〜 8月5日 下北沢小劇場 B1
- 第15回公演「肉体改造クラブ・女子⾼生版」
  - 2019年2月17日〜2月24日 下北沢小劇場B1

### 舞台
- 舞台「明日、君を食べるよ」（2014年2月26日 - 3月2日、遊空間がざびぃ）
- Cafe40 vol.2「happy skip」（2015年4月12日 - 26日、中村中学校・高等学校 CAFE MiyaKoDori）
- 舞台「モリのアサガオ」（2015年10月20日 - 25日、中目黒キンケロシアター）
- 舞台「ハグ屋」（2015年6月23日 - 28日、テアトルBONBON）
- funfair 旗揚げ公演「LINK」（2018年4月19日 - 22日、新宿シアターモリエール）
- 舞台「バクステ」（2018年6月13日 - 17日、赤坂RED/THEAER）[1]
- 劇団ズッキュン娘 第13回公演「神社エール！」（2018年11月16日 - 19日、吉祥寺シアター）[2]
- OMEGA CRUE ARTISTS第5回公演「魄の唄」（2019年3月15日 - 18日、すみだパークスタジオ倉） - 天草四郎 役
- メロトゲニPage.4「レジャー・ド・ホテル」（2019年5月23日 - 26日、下北沢「劇」小劇場）[3]
- 五反田タイガー「花街花魁クロニクル」（2019年7月10日 - 15日、草月ホール）[4]
- 舞台「恋とか愛とか（仮）4」 東京公演（2020年2月12日 - 17日、劇場MOMO）
- 舞台「乱玉のボクサー」（2020年3月18日 - 22日、アトリエファンファーレ高円寺）
- ミドリの森2ndアルバム公演「幸せポコアポコ」（2021年10月20日 - 24日、シアターKASSAI）

### TV
- 金曜ドラマ「家族の裏事情」（2013年12月、フジテレビ） - 仙堂可奈 役
- 「若者たち2014」（2014年9月、フジテレビ） - 女子高生 役

### 映画
- 「ハローグッバイ」（菊地健雄 監督） - 桃子 役
- 「ミセス・ノイズ」（天野千尋 監督） - 女子⾼生 役

### PV
- フジファブリック「はじまりのうた」（2014年11月28日、アルバム『FAB LIST 2』収録）
- ラッコ手を継ぐ。「夜の淵」
- ⻄野カナ「私たち」
- nicoten「アルドレア」
- neurowear「necomimi」
- 山崎葵「スクランブル」

### 広告
- J- オイルミルズ 創業10周年記念駅貼りポスター

### 雑誌
- 「girls! pure idol magazine VOL.41」